# Élections législatives de 1988 en Savoie
Les élections législatives françaises de 1988 se déroulent les 5 et 12 juin 1988. Dans le département de la Savoie, trois députés sont à élire dans le cadre de trois circonscriptions.

## Élus
| Circonscription | Député sortant        | Parti                 | Parti                 | Député élu ou réélu | Parti | Parti |
| --------------- | --------------------- | --------------------- | --------------------- | ------------------- | ----- | ----- |
| 1re             | Scrutin proportionnel | Scrutin proportionnel | Scrutin proportionnel | Louis Besson        |       | PS    |
| 2e              | Scrutin proportionnel | Scrutin proportionnel | Scrutin proportionnel | Michel Barnier      |       | RPR   |
| 3e              | Scrutin proportionnel | Scrutin proportionnel | Scrutin proportionnel | Roger Rinchet       |       | PS    |

## Positionnement des partis
L'UDF et le RPR se présentent unis sous l'étiquette « Union du Rassemblement et du Centre » tandis que les candidats du Parti socialiste se rangent sous la bannière de la « Majorité présidentielle pour la France unie », slogan de la campagne présidentielle de François Mitterrand.

## Résultats

### Résultats à l'échelle du département
| Parti          | Parti                               | Premier tour | Premier tour | Second tour | Second tour | Sièges |
| Parti          | Parti                               | Voix         | %            | Voix        | %           | Sièges |
| -------------- | ----------------------------------- | ------------ | ------------ | ----------- | ----------- | ------ |
|                | Rassemblement pour la République    | 46 850       | 32,21        | 25 413      | 22,88       | 1      |
|                | Union pour la démocratie française  | 19 962       | 13,72        | 25 611      | 23,06       | 0      |
|                | Union du Rassemblement et du Centre | 66 812       | 45,93        | 51 024      | 45,93       | 1      |
|                |                                     |              |              |             |             |        |
|                | Parti socialiste                    | 57 019       | 39,20        | 60 057      | 54,07       | 2      |
|                | La France unie                      | 57 019       | 39,20        | 60 057      | 54,07       | 2      |
|                |                                     |              |              |             |             |        |
|                | Front national                      | 10 886       | 7,48         |             |             | 0      |
|                | Parti communiste français           | 10 755       | 7,39         | 0           |             |        |
|                |                                     |              |              |             |             |        |
| Inscrits       | Inscrits                            | 230 497      | 100,00       | 160 854     | 100,00      | 3      |
| Abstentions    | Abstentions                         | 83 146       | 36,07        | 47 776      | 29,7        |        |
| Votants        | Votants                             | 147 351      | 63,93        | 113 078     | 70,3        |        |
| Blancs et nuls | Blancs et nuls                      | 1 879        | 1,28         | 1 997       | 1,77        |        |
| Exprimés       | Exprimés                            | 145 472      | 98,72        | 111 081     | 98,23       |        |

### Résultats par circonscription

#### Première circonscription (Chambéry - Aix-les-Bains)
| Candidat       | Candidat                   | Parti          | Premier tour | Premier tour | Second tour | Second tour |  |
| Candidat       | Candidat                   | Parti          | Voix         | %            | Voix        | %           |  |
| -------------- | -------------------------- | -------------- | ------------ | ------------ | ----------- | ----------- |  |
|                | Louis Besson sortant réélu | PS             | 24 764       | 47,56        | 30 542      | 54,39       |  |
|                | Gratien Ferrari sortant    | UDF (PR) (URC) | 19 962       | 38,34        | 25 611      | 45,61       |  |
|                | Christian Vellieux         | FN             | 4 956        | 9,52         |             |             |  |
|                | Roger Gandet               | PCF            | 2 386        | 4,58         |             |             |  |
|                |                            |                |              |              |             |             |  |
| Inscrits       | Inscrits                   | Inscrits       | 80 086       | 100,00       | 80 069      | 100,00      |  |
| Abstentions    | Abstentions                | Abstentions    | 27 471       | 34,3         | 23 033      | 28,77       |  |
| Votants        | Votants                    | Votants        | 52 615       | 65,7         | 57 036      | 71,23       |  |
| Blancs et nuls | Blancs et nuls             | Blancs et nuls | 547          | 1,04         | 883         | 1,55        |  |
| Exprimés       | Exprimés                   | Exprimés       | 52 068       | 98,96        | 56 153      | 98,45       |  |

#### Deuxième circonscription (Albertville)
|                | Michel Barnier sortant réélu | RPR (URC)      | 27 871 | 64,2   |  |  |  |
|                | Robert Collombier            | PS             | 10 472 | 24,12  |  |  |  |
|                | Joseph Fresno                | PCF            | 3 158  | 7,27   |  |  |  |
|                | Jean-Marie Barbier           | FN             | 1 910  | 4,4    |  |  |  |
|                |                              |                |        |        |  |  |  |
| Inscrits       | Inscrits                     | Inscrits       | 69 445 | 100,00 |  |  |  |
| Abstentions    | Abstentions                  | Abstentions    | 25 559 | 36,8   |  |  |  |
| Votants        | Votants                      | Votants        | 43 886 | 63,2   |  |  |  |
| Blancs et nuls | Blancs et nuls               | Blancs et nuls | 475    | 1,08   |  |  |  |
| Exprimés       | Exprimés                     | Exprimés       | 43 411 | 98,92  |  |  |  |

#### Troisième circonscription (Chambéry - Saint-Jean-de-Maurienne)
| Candidat       | Candidat          | Parti          | Premier tour | Premier tour | Second tour | Second tour |  |
| Candidat       | Candidat          | Parti          | Voix         | %            | Voix        | %           |  |
| -------------- | ----------------- | -------------- | ------------ | ------------ | ----------- | ----------- |  |
|                | Roger Rinchet élu | PS             | 21 783       | 43,57        | 29 515      | 53,73       |  |
|                | Michel Bouvard    | RPR (URC)      | 18 979       | 37,96        | 25 413      | 46,27       |  |
|                | Alain Bouvier     | PCF            | 5 211        | 10,42        |             |             |  |
|                | André Darracq     | FN             | 4 020        | 8,04         |             |             |  |
|                |                   |                |              |              |             |             |  |
| Inscrits       | Inscrits          | Inscrits       | 80 966       | 100,00       | 80 785      | 100,00      |  |
| Abstentions    | Abstentions       | Abstentions    | 30 116       | 37,2         | 24 743      | 30,63       |  |
| Votants        | Votants           | Votants        | 50 850       | 62,8         | 56 042      | 69,37       |  |
| Blancs et nuls | Blancs et nuls    | Blancs et nuls | 857          | 1,69         | 1 114       | 1,99        |  |
| Exprimés       | Exprimés          | Exprimés       | 49 993       | 98,31        | 54 928      | 98,01       |  |